# Pherusa negligens
Pherusa negligens är en ringmaskart som först beskrevs av Miles Joseph Berkeley 1950.  Pherusa negligens ingår i släktet Pherusa och familjen Flabelligeridae. Inga underarter finns listade i Catalogue of Life.